# ジェリー・ユルスマン
ジェリー・ユルスマン（Jerry Yulsman、1924年2月8日 - 1999年8月6日）は、アメリカ合衆国の写真家、小説家。
フィラデルフィアで生まれ、高校中退後の1941年に空軍に入隊し世界各地で戦った。その後、写真家としてニューヨークで活躍する。1985年に処女作『エリアンダー・Mの犯罪』を発表した。1999年にペンシルベニア州で死去。

## 著書
- 『エリアンダー・Mの犯罪』 Elleander Morning